# 최유정 (법조인)
최유정(崔有晶, 1970년 8월 23일~ )은 서울대학교를 졸업한 뒤 제37회 사법시험에 합격하고 사법연수원 27기를 수료한 부장판사를 지낸 변호사이다.  2017년 1월 대한변호사협회로부터 제명안이 확정되어 변호사 활동이 금지되었다.

## 생애
의뢰인인 정운호를 64회에 걸쳐 접견하면서 정운호가 최유정 변호사에게 한 발언 내용을 모두 보이스펜으로 녹음한 것은 물론 주요 내용을 자신의 노트에 메모를 하여 보관할 정도로 메모광인 최유정은 수원지방법원에서 근무하던 2006년에 자신이 겪은 어린 시절 이야기, 재판 과정의 경험들과 영화 '바그다드 카페'를 묶어 솔직하고 담담하게 쓴 '바그다드 카페와 콜링 유'라는 수필을 대법원이 펴내는 월간지 '법원사람들'에 기고하여 문예대상을 받았으며, 피고인석에 선 청소년에게 "돈보다 훨씬 귀한 것을 네가 가졌다 너는 부자다"라고 조언을 하기도 했다.
서울중앙지법원에 재직 중이던 2007년 사법부의 신뢰회복을 위하여 "문턱을 낮추고 국민들과 눈높이를 맞추겠다"는 법원의 노력의 일환으로 "판사가 잘 듣고 최대한 진실에 가까운 판단을 하려고 노력한다는 것을 이해시키기 위해서 많이 노력합니다."고 밝힌 바가 있고 법원도서관에 재직 중이던 2010년에는 간결한 판결문 사례집 집필에 참여하면서 “판결문을 간결하게 쓰면 국민들이 이해하기 쉽고 판사들도 작성 시간을 줄일 수 있다”며 “사례집은 불필요한 표현, 지나치게 어려운 용어 등을 최소화해 누구나 빨리 이해할 수 있고 또 판결에 승복하는 판결문을 작성하는 데 도움이 될 것”이라고 말했다. 하지만 항소심 변론을 맡은 피고인과의 구치소 폭행 사건 이후 대립하는 과정에서 직무상 알게 된 사실들을 언론을 통해 공개한 것이 문제가 되어 변호사법 위반으로 구속되었다. 최유정은 자신이 이숨투자자문을 대리해 금융감독원의 불법적인 현장 조사를 이유로 금융감독원 직원들에 대한 1억여원의 급여 채권 가압류를 이끌어 내 기업이 금융감독원을 상대로 법정 다툼에서 이긴 첫 사례를 언론을 통해 부각시켜 국회에 입성하는 그림을 그리며 20대 총선에서 새누리당 비례대표 의원 공천을 신청하기 위해 준비하기도 했다.
서울지방변호사회는 정운호가 최유정 변호사에 대하여 진정서를 접수한 이후 '과다 수임료'에 대하여 진상조사에 나섰으며 정운호 대표가 "최유정 변호사가 보석으로 석방시켜주겠다며 50억 원의 수임료를 요구했다"는 취지의 답변서를 제출한 반면, 최유정 변호사는 "정운호 대표로부터 20억 원의 수임료를 받았지만 정운호 대표의 원정 도박 사건 뿐만 아니라 10여 건의 다른 사건을 위해 썼다"고 주장하는 답변서를 서울지방변호사회에 제출했다. 최유정은 검찰조사에서는 이숨투자자문 대표 송씨로부터 50억 원의 수임료를 받은 혐의에 대해서 "직접 받은 적이 없다"고 부인했다.
정운호가 100억 원대 원정도박을 한 혐의로 1심에서 징역 1년을 선고받은 뒤, 항소심에서 집행유예 등을 조건으로 수십억 원을  최유정 변호사에게 건넸지만 항소심에서 징역 8개월이 선고되자 구치소에서 정운호로부터 항의를 받았고 최유정이 "폭행을 당했다"며 정 운호를 고소하면서 법조계 로비 의혹이 드러난 가운데 검찰은 5월 3일과 4일 최유정 변호사의 사무실과 관할 세무서, 서울변호사협회 등을 압수수색 했다. 서울중앙지검 특수1부(이원석 부장검사)는 2016년 5월 9일 오후 9시께 전주 모처에서 최유정 변호사를 변호사법 위반 혐의로 체포하면서 사무장인 권모씨도 증거인멸 혐의로 함께 체포했다. 검찰이 구속영장을 청구했으나 최유정은 영장실질심사를 포기했다.
재판부에 로비한다는 명목으로 정운호 전 네이처리퍼블릭 대표(52)와 유사수신업체 이숨투자자문 대표인 송창수씨(40)로부터 각 50억원씩 받은 혐의(변호사법 위반)로 기소된 최유정 변호사(47·사법연수원 27기)에 징역 6년에 추징금 45억원이 선고됐다.
서울중앙지법 형사23부(재판장 현용선 부장판사)는 최유정 변호사에 대해 “재판부 등과 밖에서 만나 식사를 하는 등의 방법으로 석방을 가능하게 한다는 말을 믿은 유사수신업체 이숨투자자문 대표인 송창수씨(40)와 전 네이처리퍼블릭 정운호 대표(52)로부터  50억을 수수한 사실 모두 인정된다”며  "피고인의 그릇된 욕심과 행동으로 인해 무너져버린 사법 신뢰를 회복하고, 최 변호사가 정직한 사회인으로 다시 거듭나게 하기 위해서 장기간 실형에 처해 엄히 벌한다"는 이유로 징역 6년에 추징금 45억원을 선고했다. 이에 최유정은 항소심 첫 공판에서 “나의 오만함과 능력에 대한 과신이 가져온 어마어마한 사태로 상처 입은 국민과 옛 동료들께 고개 숙여 사죄한다 처음 기소됐을 때 제 이름이나 사진을 TV와 신문에서만 봐도 호흡이 곤란해져서 사건의 심각성을 깨닫지 못했다 1심 선고를 받고 재판이 없는 지난 두 달여 동안 사건을 차분히 바라보고 제가 저지른 모든 행동과 결과에 놀랐다 존경하고 사랑했던 옛 동료들에게 무슨 짓을 한 것인지 후회스럽다 추징금을 낼 형편이 되지 못해 가석방도 없는 6년형을 살 생각을 하면 까마득하고 막막하나 여기(구치소)에서 제 삶의 방향을 찾고자 한다 사회적 약자를 위해 처음 법조인이 되려고 했던 초심을 인제야 마주치게 됐다 언제 사회에 복귀할지 모르겠으나 가난한 사람과 사회적 약자를 돕는 일을 하겠다”고 말하면서 "엄하게 처벌해주십시오"라는 최후진술을 한 항소심에서 서울고등법원 형사1부(부장판사 김인겸)는 2017년 7월 21일 변호사법 위반 등 혐의로 기소된 최유정 변호사에게 원심과 같이 징역 6년을 선고했다. 대법원 1부(주심 박상옥 대법관)은 2017년 12월 22일  변호사법 위반 등 혐의로 기소된 최유정의 상고심에서 “정운호 전 대표로부터 받은 20억 원과 관련한 용역의 공급 시기는 지난해 3월이며 관련 부가가치세 신고·납부기한은 지난해 7월”이라며 “최 변호사는 정 전 대표의 상습도박 항소심 사건을 수임하고 변호활동을 하다가 그해 3월 사임했다”고 하면서“최유정은 2016년 4월 20억원의 매출과 관련해 전자세금계산서를 발급했다 이와 관련한 부가가치세를 포탈했다고 할 수 없다”는 이유로 징역 6년을 선고한 원심을 깨고 사건을 서울고등법원으로 보냈다.  한편 성균관대학교 사물함에 한국돈 5만 원권과 미화 100달러로 모두 2억원을 서류 봉투에 담아서 숨긴 최유정의 남편을 범죄수익 은닉 혐의로 입건됐다.
2018년 10월 25일 대법원 1부는 변호사법 위반 등 혐의로 기소된 최유정 변호사의 재상고심에서 징역 5년6개월에 추징금 43억1천250만원을 선고한 원심판결을 확정했다.

## 학력
- 전주기전여자고등학교 졸업
- 서울대학교 법학사

## 경력
- 1995년 제37회 사법시험 합격
- ~ 1998년 제27기 사법연수원
- 2000년 4월 11일 서울지방법원 남부지원 예비판사
- ~ 2005년 전주지방법원
- 2005년 ~ 수원지방법원
- 2007년 ~ 서울중앙지방법원
- 2009년 ~ 2010년 법원도서관 조사심의관
- 2010년 ~ 2013년 서울고등법원 판사
- 2013년 ~ 2014년 전주지방법원 군산지원 부장판사
- 2014년 ~ 2014년 법무법인 광장 변호사
- 2014년 12월 ~ 변호사 최유정 법률사무소 변호사

## 주요 판결
- 2004년 5월 사기 혐의로 기소된 피고인에 대하여 최유정 판사는 "피고인이 범행전력이 수 회 있고, 그 잘못을 뉘우치지 않으며, 변론 종결 후에도 자신의 주장을 되풀이 하는 등 죄질이 불량하다"며 징역 8월 집행유예 2년, 보호관찰 사회봉사명령 80시간을 선고했지만 항소심에서 무죄 선고를 받았고 대신 무고한 사람이 법정구속되었다.[10]

## 사건

### 당사자와의 맞소송
송창수(40) 전 이숨투자자문 대표의 1300억원대 투자 사기 관련 사건으로 2015년 10월 송창수가 구속되자 송창수의 전 운전기사 김모씨가 “펜션의 실소유주는 송창수”라고 진술한 것이 계기가 되어 사기 피해자들은 송창수 어머니 명의의 펜션에 대해 가압류를 신청해 법원에서 인용 결정을 받았으나 최유정 변호사 측은 서울 강남경찰서에 “김씨가 송씨의 돈 1억원과 뒤에 짝퉁으로 드러난 명품시계 위블로 2점(7000만원 상당)을 훔쳐갔다”는 진정서를 제출해 처벌받게 하였고 이숨 투자자문이 2015년 8월 현장 검사를 위해 들이닥친 금융감독원 직원들과 몸싸움을 벌인 뒤 “금감원 직원 2명의 급여 1억여원을 가압류해 달라”고 낸 신청이 서울중앙지방법원에서 받아들여져 이어서 청구한 손해배상청구 소송을 최유정 변호사가 대리했다. 그러나 금감원 직원들은 법원의 가압류결정에 이의를 제기하였고, 법원은 이 이의를 받아들여 "금감원에서 제출한 반대자료의 취지를 보면 이숨투자자문이 받은 손해를 (금감원 검사직원으로부터) 보전받아야 한다는 권리를 인정할 근거가 빈약하다"며 2016년 2월 결국 가압류결정을 취소, 기각하였다.

### 피고인에 의한 폭행사건
2016년 4월 12일 “수임료 20억원 중 10억원을 돌려달라”는 정운호를 접견하기 위하여 서울구치소로 찾아가 언쟁을 벌인 최유정 변호사가 정운호에 의하여 손목을 비트는 등 폭행을 당해 전치 3주의 손목 관절 부상을 당하여 3일 뒤 감금폭행치상 혐의로 서울강남경찰서에 고소하였다. 고소장을 접수받은 경찰은 피고소인 조사를 위해 정운호를 두 차례 찾았으나 조사를 거부하다가 이후 경찰과 만나 구두로 “손목을 잡아 앉힌 것은 인정한다. 최유정 변호사가 오면 사과하고 싶다”는 뜻을 전했다.

### 변호사법 위반
최유정은 2015년 10월 100억원대 상습도박 혐의로 구속기소돼 1심에서 징역1년의 실형이 선고된 정운호(51) 네이처리퍼블릭 대표의 항소심 변호사를 맡으면서 "보석 또는 집행유예로 나올 수 있도록 해주겠다"면서 50억원의 수임료를 받았다가 보석이 기각된 데 이어 구형량을 줄이고자 사법연수원 동기인 서울중앙지검 S부장검사를 찾아가 만나기도 하고 항소이유서를 추가 제출하면서 변론재개결정을 이끌어 내 선고공판 연기를 위해 노력한 항소심도 징역 8월의 실형을 선고받자 착수금 명목인 20억원을 챙기고 30억원을 돌려줬고, 1천300억원대 투자 사기 혐의로 구속기소 되어 1심에서 징역13년이 선고된 송창수(40) 전 이숨투자자문 대표의 사기사건도 맡아 정식 선임계를 내지 않고 '전화 변론'을 하면서 50억원을 받은 것이 드러났다. 송창수는 앞서 2015년 8월에도 인베스트 투자 사기 사건으로 1심에서 징역 4년의 실형을 선고받았으나 최유정이 변론을 맡은 항소심에서는 징역 3년에 집행유예 5년을 받아 석방됐었다.
이에 변호사법 위반 혐의에 대하여 검찰 소환에 응하지 않은 최유정을 신장 치료를 목적으로 입원한 지인이 운영하는 전북 전주의 한 정형외과 병원의 5층 특실에서 체포하는 경찰관의 얼굴을 할퀴고 팔을 물어뜯는 등 격렬히 저항하고 체포영장을 집행한 검찰 관계자에게도 욕설과 폭언을 하는 와중에 5월 9일 밤 9시에 변호사 사무실 사무장인 권모씨(39)와 함께 긴급체포되었고, 서울중앙지검 특수1부(부장 이원석)는 5월 11일 최유정에 대하여 판사·검사 등에 대한 교제나 청탁 등 로비 명목으로 100억원대 수임료를 챙겨 불법 변론하고 최유정의 ‘사실혼 배우자’라고 주장한 이숨투자자문의 전 이사 이동찬(44)씨가 1300억원대 투자 사기로 복역 중인 송창수(40) 이숨 전 대표로부터 거액을 받아 챙긴 변호사법 위반 혐의로 구속영장을 청구했지만, 최유정은“‘보석이나 집행유예를 약속하고 100억원의 수임료를 받았다’는 혐의를 부인하면서 법조 관행 가운데 하나인 ‘섭외 변호사'라며 "정운호 대표의 수임료 20억원을 모두 받지 않았다"고 주장하고 있음에도‘국민여론상 법원이 구속영장을 발부하지 않을 수 없는 상태에서 실질심사를 받는 게 무슨 의미가 있냐’”는 이유로 구속전 피의자 심문(영장실질심사)을 포기했으며 서울중앙지법 조의연 영장전담 부장판사는 5월 12일 밤, 최유정 변호사의 수사 기록과 증거자료를 토대로 서류 심사를 거쳐 재판부와의 친분을 과시해 사건을 수임한 변호사법 30조 연고 관계 등의 선전 금지 위반과 보석을 조건으로 30억원의 수임료를 더 받은 변호사법 33조 독직행위 금지 위반에 해당한다는 "범죄사실의 소명이 있고 구속의 사유와 필요성이 인정된다"며 검찰이 청구한 영장을 발부하였다.
이숨 사건 전의 '인베스트 투자 사기'로 2013년 기소돼 1심에서 징역 4년을 선고받았지만 2015년 10월 '피해 회복'을 인정받아 항소심에서 집행유예로 풀려난 것과 같이 새로운 투자 사기를 저질러 챙긴 돈으로 앞선 사건의 피해자들한테 돈을 갚은 뒤 '피해를 회복해 줬다'며 법원에 정상참작을 요청해 선처를 받는 등 동종전과 6범인 정운호에게“내가 원하는 판사를 2심 재판장으로 배당할 수 있다"고 하여 항소심 재판부가 결정되지 않은 상황에서 고액의 수임료를 받고 변호사 선임계약을 하였다. 변호사 선임계약 이후 항소심 재판을 맡게 된 L모 판사가 브로커 이민희씨(56·수배 중)와의 접촉을 이유로 회피 신청을 해, 새로운 판사가 배당되자 “오히려 잘됐다. 나랑 더 친한 판사다”라며 정 대표를 안심시키기도 했다.
검찰은 최유정이 정운호에 대한 법조 게이트가 불거지자 가족에게 전화를 걸어 고액의 수임료를 받기 직전에 개설한 "은행 대여금고에서 돈을 빼라"고 말한 정황을 포착하고 5월 11일과 5월 16일 최유정의 서울시 강남구 자택에서 수사에 필요한 각종 서류와 컴퓨터 하드디스크 등을 압수수색하면서 최유정과 가족들의 대여금고를 압수수색해 현금과 수표 등 13억원을 압수했다.
이 사건과 관련하여 대법원도 5월 17일 학계, 언론계 등 외부 인사가 다수 참여하는 법원감사위원회를 열고 최유정 변호사와 관련해 제기된 의혹에 관해 논의했다.

## 수상
- 2006년 문예대상: 대법원 월간지 '법원사람들'에 기고한 '바그다드 카페와 콜링 유'라는 수필[24]

## 같이 보기
- 정운호
- 홍만표